# خوان اولیوارس
خوان اولیوارس (اسپانیایی: Juan Olivares‎؛ زادهٔ ۲۰ فوریهٔ ۱۹۴۱) بازیکن فوتبال اهل شیلی بود.

## تیم ملی
وی همچنین در تیم ملی فوتبال شیلی بازی کرده‌است.